# Parco dell'Adda Sud
Il parco dell'Adda Sud è una zona umida di 24.260 ettari, istituito con L.R. 81/1983, si estende lungo il basso corso tipicamente planiziale dell'Adda fino alla foce del Po, da Rivolta d'Adda a Castelnuovo Bocca d'Adda, abbracciando notevoli aree naturalistiche, in particolare zone umide (lanche, morte) e di bosco igrofilo, congiuntamente ad ampie distese agricole appartenenti ai territori di due province (Lodi e Cremona) e a 35 comuni. Obiettivo prioritario del Piano Territoriale di Coordinamento (PTCP) del Parco Adda Sud, approvato dalla Regione Lombardia con L. R. 22/1994, (la cui variante è stata adottata dal Parco con Delibera n. 3 del 28.02.2011), è quello di coniugare la presenza dell'uomo e delle sue attività nel suo complesso perseguendo non solo la conservazione degli ambienti naturali e delle risorse paesaggistiche culturali ancora presenti, ma anche la ricostituzione graduale di quegli ambienti compromessi e degradati.
Il Parco ha lo scopo di gestire in modo unitario la protezione della natura e dell'ambiente, lo sviluppo delle attività agro zootecniche e silvo-pastorali e delle altre attività tradizionali atte a favorire la crescita economica sociale e culturale. Attraverso l'attività delle Guardie Ecologiche Volontarie si promuove l'educazione ambientale alle nuove generazioni e non solo, nelle scuole e presso i centri visita del parco, oltre a promuovere la funzione sociale e le attività ricreative.

## Centro Parco di Villa Pompeiana
Il Centro Parco di Villa Pompeiana si trova nell'ex-oratorio di San Michele, una chiesetta originaria del XII secolo acquisita in proprietà dal Parco Adda Sud nel 1992 e situata a pochi passi dalla Riserva Naturale il Mortone, un antico alveo del fiume Adda che racchiude un'importante area umida molto evoluta, vasta circa trenta ettari, colonizzata da canna palustre e caratterizzata da affioramenti spontanei d'acqua che rapprensentano un punto di ritrovo per numerose specie di uccelli.
La Riserva Naturale costituisce un ottimo esempio di quelle paludi che, sotto la denominazione di Lago Gerundo, rappresentavano il tipico ambiente lodigiano prima dell'attuazione delle bonifiche iniziate dai monaci cistercensi e benedettini e proseguite, nel 1220, con la creazione del canale Muzza. Più precisamente, il lago Gerundo si trovava nell'area compresa tra l'attuale corso del fiume Adda e la scarpata che delimita il territorio cremasco, entro cioè una linea ideale intermedia tra l'Adda attuale e il Serio. Secondo una leggenda dell'Alto Medioevo, nel lago Gerundo viveva il drago Tarantasio, vero terrore per gli abitanti del luogo: il drago si avvicinava alle rive nutrendosi di piccoli mammiferi e bambini, con il suo alito inquinava l'acqua ed era causa di epidemie. Un giorno arrivò un valoroso cavaliere, il fondatore della famiglia Visconti, che uccise il drago e adottò il biscione come simbolo della sua casata. Secondo una credenza popolare si racconta che il drago fosse poi stato trasportato come trofeo in una chiesa della pianura lombarda. Nel 1977, presso il Mortone fu rinvenuta una piroga monossile, ossia un'imbarcazione molto primitiva, costituita da un unico enorme tronco d'albero appositamente scavato. Dopo la pulitura e le analisi al radiocarbonio, risulta che la piroga risale al 490 d.C.
Presso il Centro, all'interno della sala principale si trovano diverse specie di animali imbalsamati che compongono la tipica fauna del parco, mentre nelle aree di pertinenza sono presenti un parchetto giochi per bambini e ampi spazi utilizzati per attività didattiche.

## Centro Visite di Castiglione d'Adda
Il Centro Visite di Castiglione d'Adda è stato inaugurato nel 2001. Costruito ex novo, l'edificio è di tipo rurale e si trova nei pressi della Riserva Naturale Orientata Adda Morta - Lanca della Rotta, un'ampia zona umida perifluviale dove sono presenti diverse specie di piante quali, ad esempio, la Tifa Maggiore, il Tabacco di palude, l'Iris giallo, le Lenticchie d'acqua, il Morso di rana e l'Azola Caroliniana. Le aree a bosco sono costituite in prevalenza da Salice bianco e Ontano nero, mentre fra gli arbusti ci sono la Frangola, il Pallon di neve, il Sanguinello e l'Indaco bastardo.
All'interno del Centro vi è una grande sala polifunzionale che ospita una Xiloteca, insieme alla grande piroga, una collezione di insetti imbalsamati e una piccola biblioteca/videoteca. La sala è, inoltre, adatta a riunioni e videoproiezioni.
Nelle aree di pertinenza si trovano la Stazione di ambientamento della Cicogna bianca e un pozzo ad energia solare prodotta da 20 metri quadrati di pannelli solari posti sul tetto del Centro, che dà acqua alla vicina Riserva Naturale, assicurando la biodiversità dell'area umida e contrastando il processo di eutrofizzazione.

### Stazione di ambientamento della Cicogna bianca
Inaugurata nella primavera del 2001 grazie alla collaborazione tra il Parco Adda Sud, il Comune di Castiglione d'Adda, la Provincia di Lodi, la LIPU e l'Associazione Olduvai Onlus, la Stazione di ambientamento della Cicogna bianca ciconia ciconia è nata con l'obiettivo di sostenere il programma di ripopolamento promosso dalla LIPU già a partire dal 1985 e coadiuvato dall'Associazione Olduvai Onlus di Milano, che coordinava a livello nazionale il censimento delle linee elettriche potenzialmente pericolose per le cicogne nidificanti nel nostro territorio.

### Xiloteca
Inaugurata nel maggio 2013, la Xiloteca nasce dall'idea di un gruppo di GEV che hanno dato avvio alla raccolta delle principali specie legnose o inselvatichite autoctone presenti nel territorio del Parco. Questo piccolo scrigno di Specie locale offre l'opportunità di confrontare fra loro diversi legni e apprezzare le caratteristiche peculiari delle varie specie di alberi. I campioni sono sezionati in modo da rendere visibili le caratteristiche quali venatura, colore e porosità. È inoltre presente una teca contenente un diorama, rappresentativo del tipico sottobosco della pianura padana, con un tronco marcescente, insetti, alcuni tipici demolitori del legno, fogliame e muschi.

### Piroga
Ad arricchire la Xiloteca, all'interno del salone del Centro visite vi è poi la grande piroga, risalente ad un periodo compreso fra il X e il XII sec., rinvenuta nell'estate del 2003 sulle rive del fiume nei pressi di Lodi (poster piroga - documento scientifico)

## Ente gestore
Consorzio tra le Province di Lodi e Cremona e i Comuni di: Abbadia Cerreto, Bertonico, Boffalora d'Adda, Casaletto Ceredano, Castelgerundo, Castelnuovo Bocca d'Adda, Castiglione d'Adda, Cavenago d'Adda, Cervignano d'Adda, Comazzo, Cornovecchio, Corte Palasio, Credera Rubbiano, Crotta d'Adda, Formigara, Galgagnano, Gombito, Lodi, Mairago, Maccastorna, Maleo, Meleti, Merlino, Montanaso Lombardo, Montodine, Moscazzano, Pizzighettone, Ripalta Arpina, Rivolta d'Adda, San Martino in Strada, Spino d'Adda, Terranova dei Passerini, Turano Lodigiano, Zelo Buon Persico.